# Ley Federal de Educación (Argentina)
La Ley Federal de Educación N.º 24.195 fue una legislación argentina que regulaba el derecho de enseñar y aprender en todo el territorio nacional. Fue sancionada el 14 de abril de 1993 durante la primera presidencia de Carlos Menem y derogada en 2006 mediante la Ley de Educación Nacional N.º 26.206.

## Antecedentes
La Ley recupera las propuestas surgidas del Congreso Pedagógico Nacional convocado en el año 1984, donde se pide de forma unánime la transformación educativa general y un nuevo Sistema Educativo, acorde con las necesidades del siglo XXI.

## Estructura de la ley
Esta ley se encuentra dividida en 12 títulos con sus respectivos capítulos y consta de 71 artículos.
- El título I establece los derechos, obligaciones y garantías para la totalidad de la población de la República Argentina.
- El título II establece los principios generales. En su primer capítulo se refiere a la Política Educativa y en el segundo capítulo al Sistema Educativo Nacional, cuya estructura se detalla en el título III y se conforma de la Educación Inicial, Educación General Básica, Educación Polimodal, Educación Superior, Profesional y Académica de Grado.
- El título IV se refiere a la Educación No Formal, el título V especifica los derechos y obligaciones de la Enseñanza de Gestión Privada, el título VI garantiza el derecho de gratuidad y asistencialidad, el título VII describe la Unidad Escolar y Comunidad Educativa, el título VIII menciona los Derechos y Deberes de los Miembros de la Comunidad Educativa, el título IX  se refiere a la Calidad de la Educación y su Evaluación, el título X al Gobierno y Administración del Sistema Educativo, el título XI detalla el financiamiento y en el título XII se detallan las Disposiciones Transitorias y Complementarias.

## Contenido de la ley
Los principales cambios en el sistema educativo que introdujo la ley fueron:
- Se extendió la obligatoriedad de la educación a diez años;[2] así, desde la sanción de dicha Ley se convierte obligatoria la sala de 5 años de Nivel Inicial, y los 9 años de Educación General Básica (EGB); la Educación Polimodal no entra en los años y niveles de la educación obligatoria.[3]
- Se reorganizó la educación secundaria:[4][1] de los cinco años que duraba anteriormente, los dos primeros fueron absorbidos por la Educación General Básica mientras que los últimos tres se convirtieron en el nivel medio. Se eliminaron las antiguas modalidades y orientaciones del nivel medio para organizarlo en un nuevo sistema denominado polimodal.

La implementación de dicha Ley estuvo antecedida por el Pacto Federal Educativo que significó la transferencia de la educación primaria y secundaria del estado nacional a las provincias.
En paralelo se introdujeron cambios en el sistema de educación superior, incluyendo la creación de la Comisión Nacional de Evaluación y Acreditación Universitaria (CONEAU).

## Consecuencias
La ley nunca fue aplicada en todos los distritos lo que condujo a la atomización del sistema educativo nacional en diversos subsistemas diferentes.